# آنتونیو یانی

آنتونیو یانی (به ایتالیایی: Antonio Janni) بازیکن فوتبال و اهل ایتالیا است 

## تیم ملی
از سال ۱۹۲۴ میلادی عضو تیم ملی فوتبال ایتالیا بوده و در ۲۳ بازی ملی حضور داشته‌است. او در بازی‌های ملی‌اش ۱ گل به ثمر رساند.
آنتونیو یانی آخرین بازی ملی خود را در سال ۱۹۲۹ میلادی انجام داد.